# Khu Liên
Khu Liên hay Sri Mara (tiếng Tamil: திருமாறன், tiếng Thái: ศรีมาระ) là quốc vương đầu tiên của Lâm Ấp. Người ta cho rằng ông lập ra vương quốc Lâm Ấp (sau này là Chăm Pa) năm 192. Ngày tháng năm sinh cũng như mất là không rõ, chỉ biết rằng năm 270, cháu ngoại của ông là Phạm Hùng lên làm vua.

## Lịch sử
Từ nửa cuối thế kỷ 2, phần lãnh thổ cực nam Giao Chỉ trở nên khó trị, dân cư bản địa liên tục nổi lên chống lại chính sách cai trị hà khắc của chính quyền đô hộ. Tượng Lâm trở thành nơi tranh chấp thường xuyên giữa nhà Hán và dân địa phương.
Năm 137-138, Khu Liên ở Tượng Lâm (Quảng Nam), chống Đông Hán. Nhân dân quận Giao Chỉ, Cửu Chân, hưởng ứng nổi dậy đốt thành giết trưởng lại.
Năm 190, người Tượng Lâm nổi lên giết thứ sử Chu Phù và chiếm huyện thành. Năm 192, dân Tượng Lâm giết huyện lệnh (huyện trưởng) để đưa Khu Liên lên cai trị. Khu Liên cắt một phần lãnh thổ cực nam của quận Nhật Nam - huyện Tượng Lâm để thành lập vương quốc riêng: Lâm Ấp.

## Nghi vấn
Về tên gọi Khu Liên, có rất nhiều tranh cãi. Sử sách Trung Hoa viết tên vị vua đầu tiên của Lâm Ấp tên là Khu Liên. Nhiều sử gia cho rằng Khu Liên thuộc dòng dõi của bộ tộc Dừa ở phía bắc. Tuy nhiên, Khu Liên có thể không phải là tên của một người cụ thể, mà là cách gọi kính trọng một người có ngôi vị cao trong một định chế tập thể. Đối với dân chúng địa phương, "Khu" không phải là tên riêng mà là tước vị của một tộc trưởng (lãnh chúa), phiên âm từ chữ "Kurung" (như các vua Hùng) của người Việt cổ – hay chữ "Varman" của người Chăm từ tiếng Phạn, có nghĩa là tộc trưởng, lãnh chúa hay vua.
Trước đó, năm 137, các quan đô hộ nhà Hán gọi quân khởi nghĩa ở Tây Quyển (Quảng Bình ngày nay) là "rợ Khu Liên". Như vậy Khu Liên có thể là tên gọi chung những người không cùng văn hóa với người Hán ở phía nam Giao Chỉ. Tên gọi này không liên quan gì đến danh xưng Sri Mara (tên một vị vương tôn người Chăm khác cùng thời kỳ, con bà Lona Lavana ở Panduranga) tìm thấy trên một bia ký bằng đá granít (rộng 1 mét, dài 1 mét, cao 2,5 mét) ở làng Võ Cạnh (nay thuộc xã Vĩnh Trung), Nha Trang.